# Adiós muchachos (novela)
Adiós muchachos es una novela del escritor cubano-uruguayo Daniel Chavarría, editada en 1995 bajo forma de noveleta en "Crimen y castigo", revista oficial de la filial latinoamericana de la Asociación Internacional de Escritores Policiacos. Chavarría la escribió primeramente por encargo de su amigo Paco Ignacio Taibo II, para cumplir un compromiso. Luego la arregló y la envió al premio de literatura policiaca más codiciado del mundo, el Edgar Allan Poe, ganándolo para sorpresa de todos.

## Sinopsis
Alicia, una joven cubana, después de interrumpir sus estudios universitarios (licenciatura en lengua francesa), decide dedicarse a la prostitución con el fin de satisfacer sus expectativas de vida. Un día conoce a Víctor (un extranjero con un pasado y un presente nebulosos que ella desconoce) el que, al haber disfrutado de sus servicios, le propone. al ser voyeurista, un trato lucrativo.
Tiempo después ocurre un accidente en el que la pareja de Victor resulta muerta pero Victor y Alicia están demasiado temerosos de quedar desamparados económicamente y deciden pedir un rescate fingiendo que no ha muerto.

## Premios
- Premio Edgar Allan Poe, New York, 2002, otorgado por la Mystery Writers of America a la mejor novela policíaca publicada en EE. UU (en inglés), durante el año 2001.